# SoftVision
SOFTVISION este o companie de outsourcing în domeniul dezvoltării software din România. Compania a fost înființată în anul 1998 de Laurențiu Russo și Cristian Motioc.
Compania deține birouri în Cluj-Napoca, Baia Mare, Iași, Timișoara, București, dar și în Statele Unite.
Printre clienții SOFTVISION se numără Google, Yahoo, IBM sau Microsoft, Swisscom, Alcatel, Sprint, Sharp, Toshiba, Nec, Hitachi, AOL, P&G, Verizon.
Număr de angajați:
- 1998: 3
- 2002: 64
- 2003: 120
- 2004: 48
- 2005: 77
- 2006: 160
- 2008: 360[2]
- 2009: 370
- 2010: 450[3]
- 2011: 570
- 2012: 720[4]
- 2013: 800[5]
- 2014: 1000[necesită citare]

Cifra de afaceri:
- 2012: 19 milioane euro[6]
- 2010: 4,2 milioane euro
- 2009: 4,3 milioane euro[3]